# Stanley (veicolo)
Stanley è un'auto autonoma creata dallo Stanford Racing Team dell'Università di Stanford in collaborazione con il Volkswagen Electronics Research Laboratory (ERL). Ha vinto il DARPA Grand Challenge del 2005, premio che è valso allo Stanford Racing Team 2 milioni di dollari.